# A Division 1948-1949 (Irlanda)
La stagione 1948-1949 è stata la ventottesima edizione della League of Ireland, massimo livello professionistico del calcio irlandese.

## Classifica finale
|  |     | Classifica finale 1948-1949 | Pt | G  | V  | N | P  | GF | GS | DR  |
|  | --- | --------------------------- | -- | -- | -- | - | -- | -- | -- | --- |
|  | 1.  | Drumcondra                  | 29 | 18 | 12 | 5 | 1  | 34 | 23 | +11 |
|  | 2.  | Shelbourne                  | 23 | 18 | 9  | 5 | 4  | 39 | 23 | +16 |
|  | 3.  | Dundalk                     | 23 | 18 | 9  | 5 | 4  | 33 | 24 | +9  |
|  | 4.  | Shamrock Rovers             | 20 | 18 | 6  | 8 | 4  | 33 | 25 | +8  |
|  | 5.  | Transport                   | 18 | 18 | 5  | 8 | 5  | 35 | 41 | -6  |
|  | 6.  | Limerick                    | 17 | 18 | 6  | 5 | 7  | 27 | 35 | -8  |
|  | 7.  | Waterford                   | 16 | 18 | 7  | 1 | 10 | 39 | 34 | +5  |
|  | 8.  | Sligo Rovers                | 13 | 18 | 4  | 5 | 9  | 31 | 37 | -6  |
|  | 9.  | Cork Athletic               | 13 | 18 | 6  | 1 | 11 | 33 | 41 | -8  |
|  | 10. | Bohemians                   | 9  | 18 | 2  | 5 | 11 | 28 | 49 | -21 |

### Verdetti
- Drumcondra campione d'Irlanda 1948-1949.

## Statistiche

### Squadre
- Maggior numero di vittorie:  Drumcondra (12)
- Minor numero di sconfitte:  Drumcondra (1)
- Migliore attacco:  Shelbourne e  Waterford (39 gol fatti)
- Miglior difesa:  Drumcondra e  Shelbourne (23 gol subiti)
- Miglior differenza reti:  Shelbourne (+16)
- Maggior numero di pareggi:  Shamrock Rovers e  Transport (8)
- Minor numero di pareggi:  Waterford e  Cork Athletic (1)
- Maggior numero di sconfitte:  Cork Athletic e  Bohemians (11)
- Minor numero di vittorie:  Bohemians (2)
- Peggiore attacco:  Limerick (27 gol fatti)
- Peggior difesa:  Bohemians (49 gol subiti)
- Peggior differenza reti:  Bohemians (-21)

### Capocannoniere
|  | Gol | Marcatore      | Squadra       |
|  | --- | -------------- | ------------- |
|  | 12  | Bernard Lester | Transport     |
|  | 12  | Eugene Noonan  | Waterford     |
|  | 12  | Paddy O'Leary  | Cork Athletic |